# Géraldine Savaryová
Géraldine Savaryová (* 14. listopadu 1968 Bulle) je švýcarská politička (SP) a novinářka.

## Životopis
Její politická kariéra začala v roce 1998 v obecní radě města Lausanne. Při švýcarských parlamentních volbách v roce 2003 byla zvolena do Národní rady a v roce 2007 do státní rady kantonu Waadt. Od června 1999 do prosince 2003 byla prezidentkou SP Lausanne.
Géraldine Savaryová žije v Lausanne, je vdaná a má dvě děti.